# Milan Jovanić
Milan Jovanić (31 de juliol de 1985, Novi Sad) és un futbolista serbi que des del 2010 juga de porter pel TS Wisła Kraków.